# Badische Uhrenfabrik

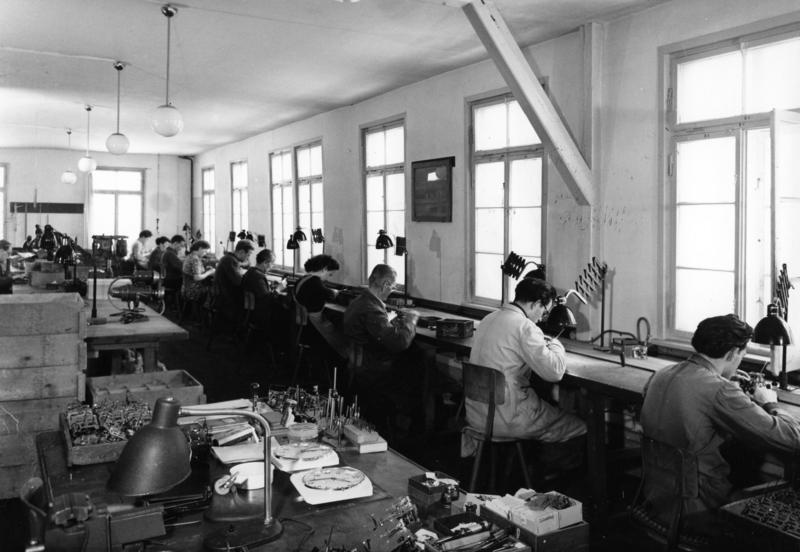
Fabrikation 1954

Die Badische Uhrenfabrik Furtwangen AG (Kurzform auch „Baduf“ oder „Badische UFAG“) war eine deutsche Uhrenfabrikation mit Sitz in Furtwangen. 

## Geschichte
1889 wurde die Badische Uhrenfabrik AG (Baduf) aus den drei Firmen Rombach, Ketterer und der Gütenbacher Firma Leo Faller am Bach & Sohn gegründet. Der Absatz der Uhren erstreckte sich um das Jahr 1900 weltweit, die Badische Uhrenfabrik hatte eigene Filialen in London, Mailand, Zürich, Bombay und Hongkong. Anfang der 1920er Jahre beschäftigte die Baduf 750 Mitarbeiter und gehörte zu den großen Uhrenfabriken des Schwarzwaldes. Das Produktionsprogramm umfasste Weckeruhren, Kuckucksuhren, Regulatoren, Büro- und Küchenuhren. 

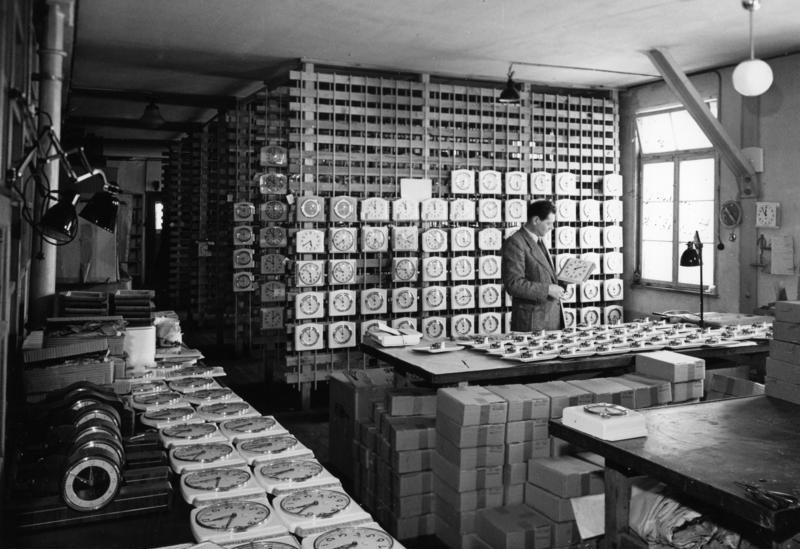
Endkontrolle 1954

1904 erfolgte der Eintrag in das damalige Markenschutzregister mit dem Markennamen Akribie. 1910 wurden sogenannte Freischwinger-Uhren von der Badischen Uhrenfabrik im Schwarzwald in großen Stückzahlen gebaut. Diese Uhren hatten ein 2½ Zoll-Porzellan-Zifferblatt mit römischen Ziffern und die Besonderheit dieser Uhr war ein Fünfkugelpendel und die Glaskuppelabdeckung im Jugendstil.
Ab 1920 fertigte Baduf auch Rundfunkgeräte, Radio-Schaltuhren, Messinstrumente, Lautsprecher, Schalldosen, Variometer und ebenfalls Ein- und Mehrröhrenempfangsgeräte für den Kurzwellenempfang. 1932 wurde das Konkursverfahren eingeleitet. Das Unternehmen wurde daraufhin von Franz, Rudolf und Oskar Kaiser aus Villingen übernommen. Diese besaßen die "Uhrenfabriken J. Kaiser Villingen". 1983 folgte der zweite Konkurs und die Schwarzwälder Uhrwerke-Fabrik Burger GmbH u. Co KG in Schonach übernahm Produktionsanlagen für Kuckucksuhrenwerke der Baduf. 1984 wurde die Produktion in Furtwangen ganz eingestellt und der Betrieb aufgelöst.

## Besonderheiten
Als eine Besonderheit galt die Reichskolonialuhr, eine Wanduhr mit Metallschild. Im Zifferblatt dreht sich mit dem kleinen Zeiger eine Scheibe, die die Ortszeiten der damaligen deutschen Kolonialgebiete in Afrika, China und in der Südsee anzeigt. Diese Uhr ist im Deutschen Uhrenmuseum in Furtwangen zu sehen.